# Valentin Raspoetin
Valentin Grigorjevitsj Raspoetin (Russisch: Валентин Григорьевич Распутин) (Ust-Uda, een dorpje bij de Angara, oblast Irkoetsk, 15 maart 1937 – Moskou, 14 maart 2015) was een Russisch (Siberisch) schrijver en milieuactivist.

## Leven
Van 1954 tot 1959 studeerde Raspoetin historische filologie aan de universiteit van Irkoetsk. Aansluitend werkte hij voor diverse kranten en tijdschriften. In 1961 publiceerde hij zijn eerste verhalen, vanaf 1966 legde hij zich volledig toe op het schrijverschap. Vanaf de jaren zeventig stond hij ook bekend als milieuactivist en natuurbeschermer. Hij maakte zich met name sterk voor het behoud van de Siberische leefomgeving en was actief in het protest tegen de omleiding van de noordwaartse loop van de grote Siberische rivieren.
In de jaren negentig engageerde Raspoetin zich met de rechts-nationale oppositie tegen Jeltsins hervormingen.
Een dochter van Raspoetin, Maria, kwam om tijdens de crash met de Airbus tijdens de S7 Airlines-vlucht 778 in 2006.

## Werk
Raspoetin is een typische dorpsschrijver. Hij toont de Russische (Siberische) plattelandsmens, zoals die door de moderne beschaving zo goed als onaangetast is gebleven, met zijn bewustzijn van traditie en zijn nauwe natuurverbondenheid. Eerste bekendheid kreeg hij in 1970 met zijn roman De laatste termijn, over een oude vrouw die op haar sterfbed afscheid wil nemen van haar kinderen, maar geen van allen begrijpen ze elkaar nog, onder andere door de tegenstelling stad-platteland. Tragisch is Raspoetins verhaal Vlucht naar de wouden (1974), over een soldaat die tijdens de laatste Oorlogswinter naar zijn dorp deserteert en heimelijk een ontmoeting heeft met zijn vrouw; als zijn vrouw vervolgens zwanger wordt en van ontrouw wordt beticht, wordt zij verstoten. Typerend voor Raspoetin is zijn roman Afscheid van Matjora (1976), over een dorpje dat moet wijken voor een stuwdam, waarmee Raspoetin wil aantonen dat de materialistische wereldbeschouwing gefaald heeft.
Het belangrijkste werk van Raspoetin werd ook in het Nederlands vertaald. In 1982 werd door de KRO van Vlucht naar de wouden een hoorspel gemaakt. In 1984/85 volgde de hoorspelbewerking van De laatste termijn.